# La Boissière-École
La Boissière-École és un municipi francès, situat al departament d'Yvelines i a la regió de Illa de França. L'any 2007 tenia 771 habitants.
Forma part del cantó de Rambouillet, del districte de Rambouillet i de la Comunitat d'aglomeració Rambouillet Territoires.

## Demografia

### Població
El 2007 la població de fet de La Boissière-École era de 771 persones. Hi havia 273 famílies, de les quals 68 eren unipersonals (24 homes vivint sols i 44 dones vivint soles), 68 parelles sense fills, 129 parelles amb fills i 8 famílies monoparentals amb fills.
La població ha evolucionat segons el següent gràfic:
Habitants censats

### Habitatges
El 2007 hi havia 368 habitatges, 295 eren l'habitatge principal de la família, 45 eren segones residències i 28 estaven desocupats. 312 eren cases i 49 eren apartaments. Dels 295 habitatges principals, 209 estaven ocupats pels seus propietaris, 66 estaven llogats i ocupats pels llogaters i 19 estaven cedits a títol gratuït; 8 tenien una cambra, 22 en tenien dues, 29 en tenien tres, 62 en tenien quatre i 173 en tenien cinc o més. 233 habitatges disposaven pel capbaix d'una plaça de pàrquing. A 128 habitatges hi havia un automòbil i a 161 n'hi havia dos o més.

### Piràmide de població
La piràmide de població per edats i sexe el 2009 era:
| Homes | Edats   | Dones |
| ----- | ------- | ----- |
| 0     | 95 o +  | 0     |
| 0     | 90 a 94 | 0     |
| 4     | 85 a 89 | 8     |
| 4     | 80 a 84 | 0     |
| 0     | 75 a 79 | 0     |
| 8     | 70 a 74 | 12    |
| 12    | 65 a 69 | 12    |
| 8     | 60 a 64 | 20    |
| 32    | 55 a 59 | 20    |
| 36    | 50 a 54 | 24    |
| 32    | 45 a 49 | 48    |
| 24    | 40 a 44 | 28    |
| 24    | 35 a 39 | 24    |
| 16    | 30 a 34 | 24    |
| 16    | 25 a 29 | 16    |
| 28    | 20 a 24 | 16    |
| 24    | 15 a 19 | 28    |
| 64    | 10 a 14 | 20    |
| 20    | 5 a 9   | 24    |
| 28    | 0 a 4   | 4     |

## Economia
El 2007 la població en edat de treballar era de 517 persones, 404 eren actives i 113 eren inactives. De les 404 persones actives 381 estaven ocupades (205 homes i 176 dones) i 23 estaven aturades (11 homes i 12 dones). De les 113 persones inactives 40 estaven jubilades, 37 estaven estudiant i 36 estaven classificades com a «altres inactius».

### Ingressos
El 2009 a La Boissière-École hi havia 281 unitats fiscals que integraven 752,5 persones, la mediana anual d'ingressos fiscals per persona era de 23.644 €.

### Activitats econòmiques
Dels 33 establiments que hi havia el 2007, 2 eren d'empreses alimentàries, 1 d'una empresa de fabricació d'altres productes industrials, 4 d'empreses de construcció, 6 d'empreses de comerç i reparació d'automòbils, 2 d'empreses de transport, 1 d'una empresa d'hostatgeria i restauració, 2 d'empreses d'informació i comunicació, 1 d'una empresa financera, 2 d'empreses immobiliàries, 5 d'empreses de serveis i 7 d'empreses classificades com a «altres activitats de serveis».
Dels 6 establiments de servei als particulars que hi havia el 2009, 1 era una oficina de correu, 2 guixaires pintors, 1 empresa de construcció, 1 perruqueria i 1 agència immobiliària.
L'únic establiment comercial que hi havia el 2009 era una botiga de menys de 120 m².
L'any 2000 a La Boissière-École hi havia 5 explotacions agrícoles.

## Equipaments sanitaris i escolars
El 2009 hi havia 2 escoles elementals.

## Poblacions més properes
El següent diagrama mostra les poblacions més properes.